# Condado de Bolesławiec
Nota linguística: Não confundir hrabstwo (condado) com powiat (divisão administrativa)..
Bolesławiec (polaco: powiat bolesławiecki) é um powiat (condado) da Polónia, na voivodia de Baixa Silésia. A sede do condado é a cidade de Bolesławiec. Estende-se por uma área de 1303,26 km², com 88 318 habitantes, segundo os censos de 2005, com uma densidade 67,77 hab/km².

## Divisões admistrativas
O condado possui:
Comunas urbanas: Bolesławiec
Comunas urbana-rurais: Nowogrodziec
Comunas rurais: Bolesławiec, Gromadka, Osiecznica, Warta Bolesławiecka
Cidades: Bolesławiec, Nowogrodziec

## Demografia
População (dados de 30 de Junho de 2005):
|          | Total   | Total | Mulheres | Mulheres | Homens  | Homens |
| -------- | ------- | ----- | -------- | -------- | ------- | ------ |
|          | pessoas | %     | pessoas  | %        | pessoas | %      |
| Total    | 88 318  | 100   | 45 543   | 51,6     | 42 775  | 48,4   |
| Cidades  | 45 073  | 100   | 23 843   | 52,9     | 21 230  | 47,1   |
| Povoados | 43 245  | 100   | 21 700   | 50,2     | 21 545  | 49,8   |